# Stanguellini
Stanguellini  är en italiensk biltillverkare, mest känd för de små tävlingsbilar som byggdes mellan 1940- och 1960-talet.

## Historia

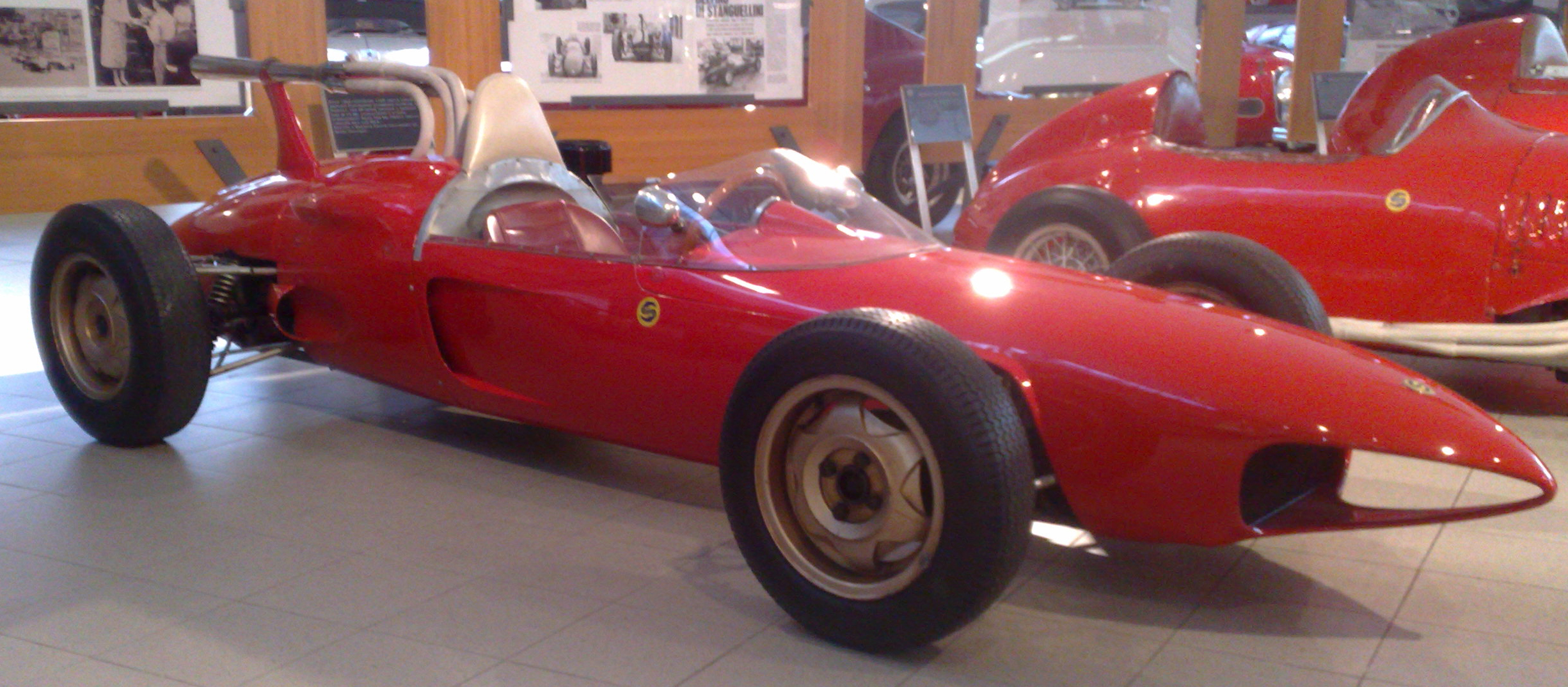
Stanguellini Formel Junior.

Familjen Stanguellini hade agenturen för försäljning av Fiat-bilar i Modena. Vittorio Stanguellini, som tagit över verksamheten 1932 tävlade med bilar byggda på Fiat-komponenter. Från 1938 sålde han dessa under eget namn. Från 1950 byggde Stanguellini sina egna motorer på 750 cm3. Företagets bilar var framgångsrika i motorsportens minsta klasser.
Efter Vittorios död 1981 har företaget fokuserat på veteranbilar.

## Externa länkar

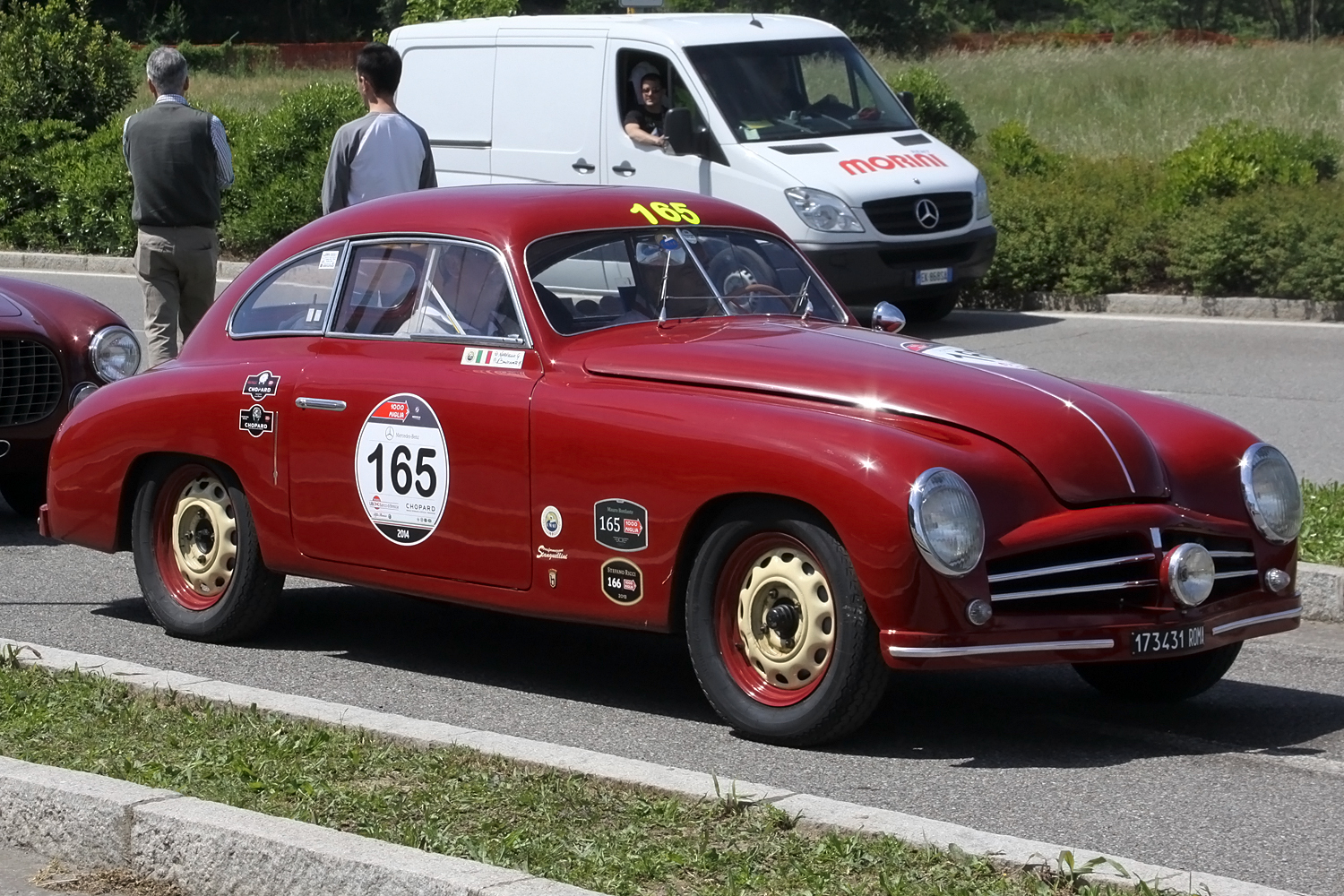
Stanguellini 1100 Berlinetta